# Holbæk Sogn
Holbæk Sogn er et sogn i Norddjurs Provsti (Århus Stift).
I 1800-tallet var Udby Sogn anneks til Holbæk Sogn. Begge sogne hørte til Rougsø Herred i Randers Amt. Holbæk Sogn tilhørte Holbæk-Udby Kommune fra 1842 til 1970. Kommunen blev ved kommunalreformen i 1970 indlemmet i Rougsø Kommune, som ved strukturreformen i 2007 indgik i Norddjurs Kommune.
I Holbæk Sogn ligger Holbæk Kirke.
I sognet findes følgende autoriserede stednavne:
- Gammeljord (bebyggelse)
- Holbæk (bebyggelse, ejerlav)
- Ingerslev (bebyggelse, ejerlav)
- Ingerslev Å (vandareal)
- Kare (bebyggelse, ejerlav)
- Kare Holm (areal, ejerlav)